# Meristogenys poecilus
Meristogenys poecilus là một loài ếch thuộc họ Ranidae.
Loài này có ở Indonesia và Malaysia.
Môi trường sống tự nhiên của chúng là rừng ẩm vùng đất thấp nhiệt đới hoặc cận nhiệt đới và sông ngòi.
Chúng hiện đang bị đe dọa vì mất môi trường sống.